# St. Martin (Gengenbach)

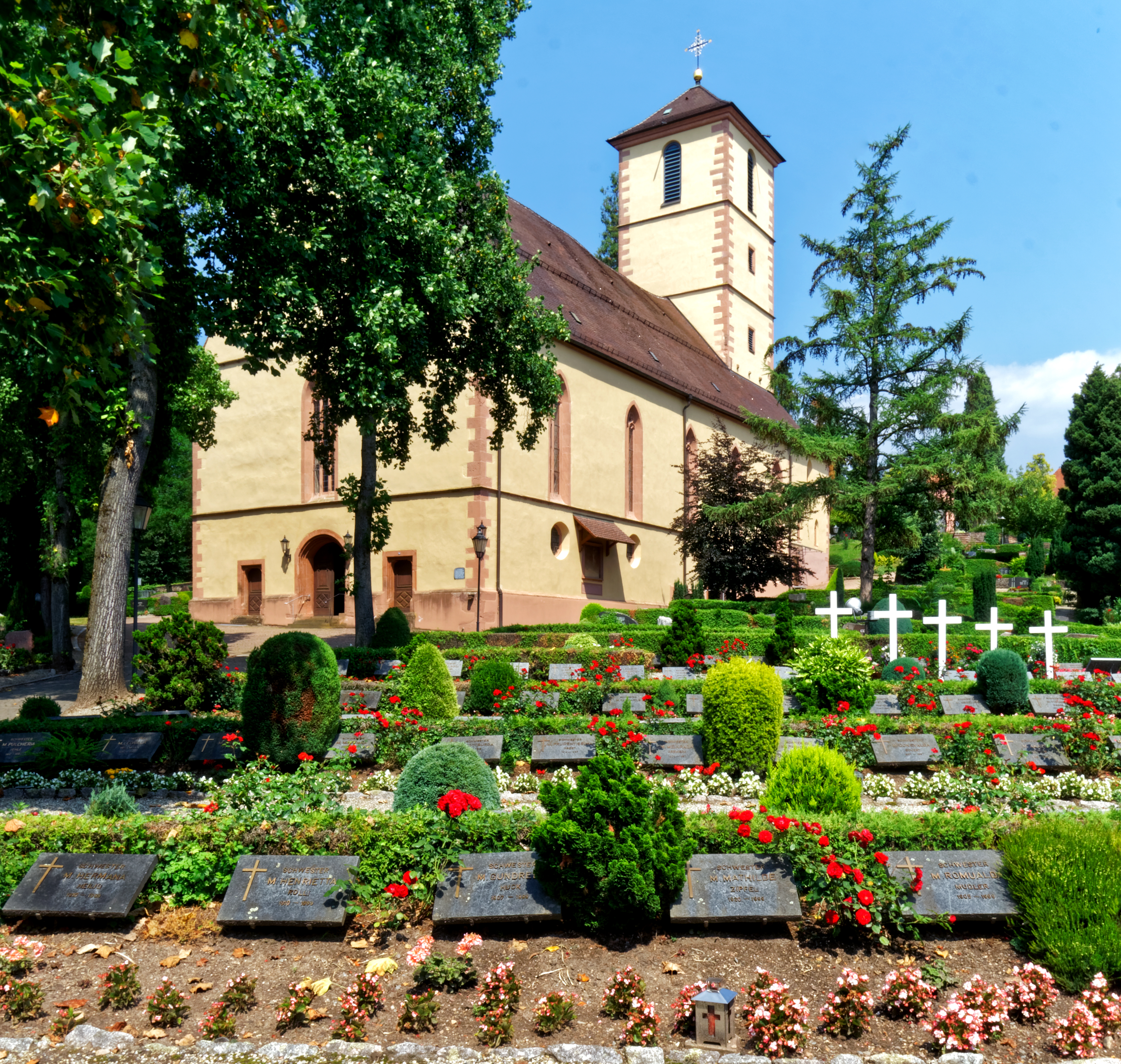
St. Martinskirche

Die Friedhofskirche St. Martin befindet sich im Norden außerhalb der ehemaligen Stadtmauer, eingebettet in den Friedhof von Gengenbach. Die Kirche steht geostet und passt sich in Richtung Chor der nach Osten ansteigenden Böschung an. Sie war eine Leutkirche und diente bis zur Auflösung des Klosters als Pfarrkirche der Stadt Gengenbach. Seit der Dekanatsreform am 1. Januar 2008 gehört die Kirche zum Dekanat Offenburg-Kinzigtal und gehört zudem zur Seelsorgeeinheit Vorderes Kinzigtal St. Primin.

## Geschichte
Die Grundsteinlegung für die gotische Chorturmkirche erfolgte 1452. Das Bauwerk wurde auf dem Fundament errichtet, dessen Grundriss aus der ersten Hälfte des 12. Jahrhunderts stammt. Während des Dreißigjährigen Krieges wurde sie mehrfach beschädigt. 1641 stürzte der Chorturm ein. Von der Stadtzerstörung 1689 wurde auch die Kirche nicht verschont. Das Dach brannte ab. 1693 wurde die Kirche umfassend repariert. Teile der Außenmauern mussten wiedererrichtet werden, wobei die gotischen Maßwerkfenster im Kirchenschiff wiederverwendet wurden. Gleichzeitig wurde sie zu einer Saalkirche umgebaut. Im 18. Jahrhundert wurde die Ausstattung erneuert. Im Langhaus wurde eine großflächige Stuckdecke eingezogen. 1840 ging die barocke Haube mit Laterne verloren.
Seit der Nutzung als Friedhofskirche wurde sie 1915, 1966/67, 1973 und 2001–2003 umfassend restauriert.

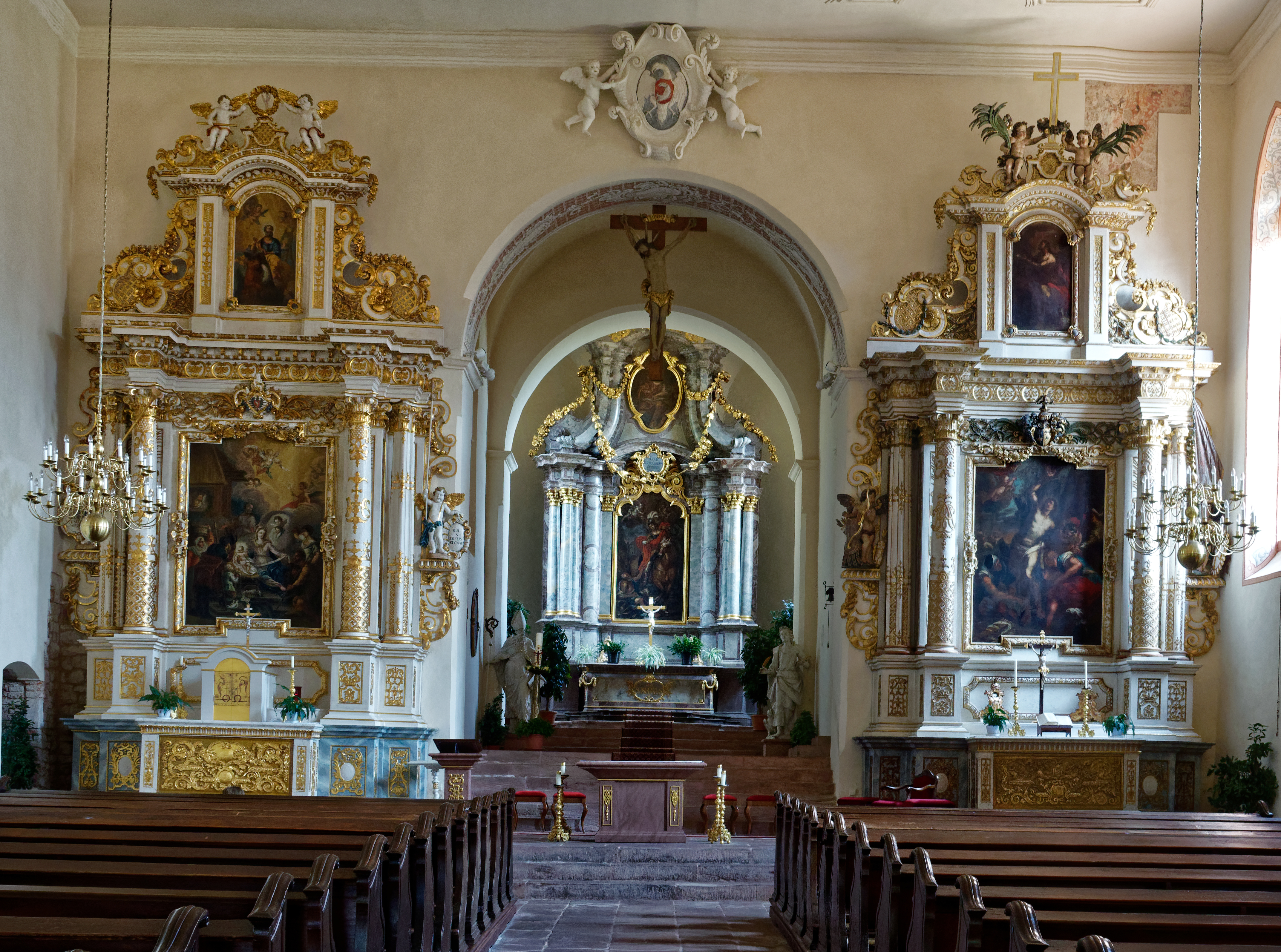
Die Altäre

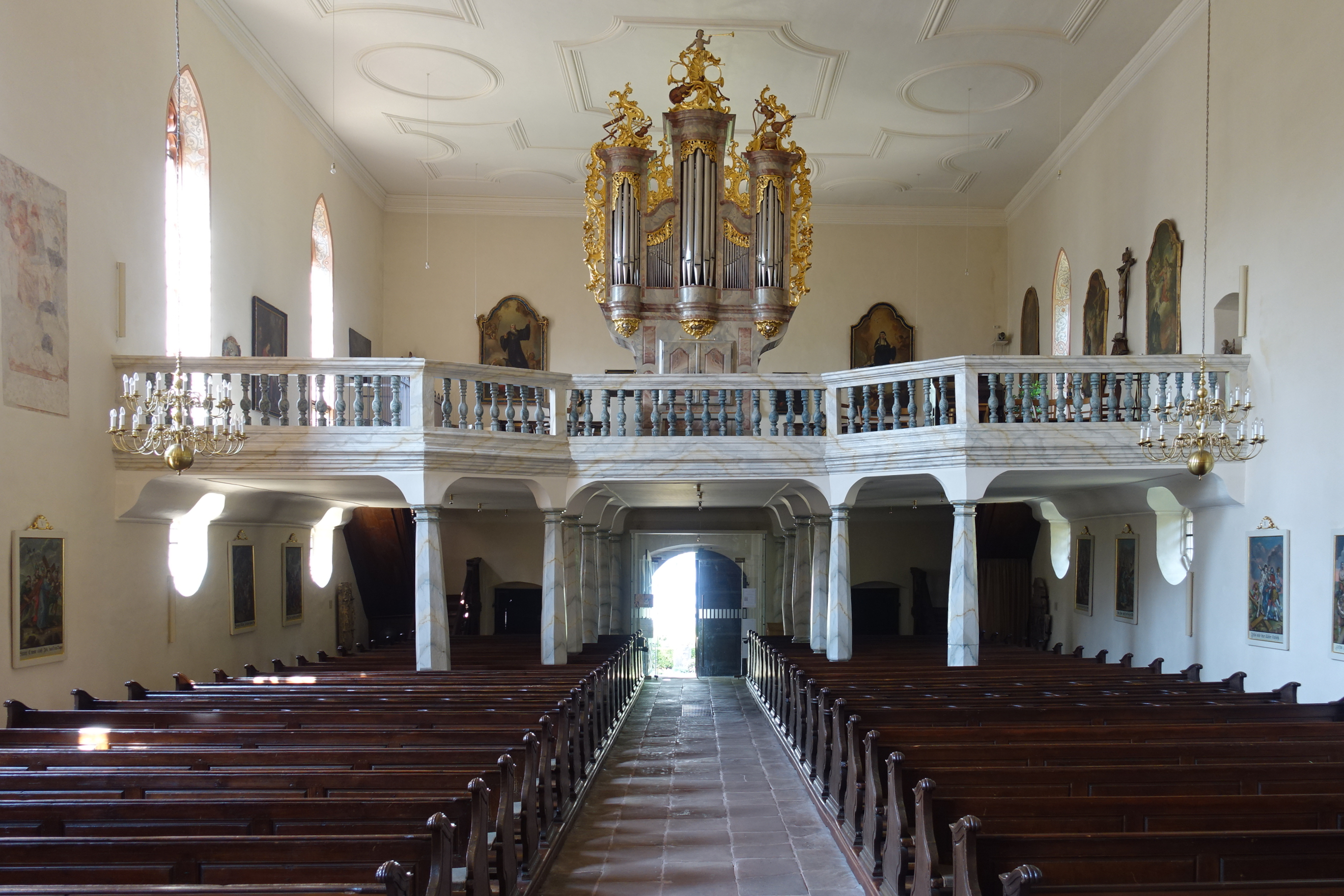
Blick zur Orgel

## Baubeschreibung
Der Baustil der Saalkirche ist nicht mehr eindeutig gotisch. Das Langhaus ist mit einem Satteldach bedeckt. Die Flachdecke des Innenraums ist mit Stuck verziert. Der eingezogene, quadratische Chor trägt ein Tonnengewölbe mit Stichkappen. Er läuft in einer polygonalen Apsis aus. Über dem ersten Joch des Chores steigt der quadratische Glockenturm mit flachem Pyramidendach auf. Die Geschosse des Kirchturms sind durch Stockwerkgesimse gegliedert. Langhaus, Turm und Apsis sind verputzt und haben Ecksteine als Verzierung. Das Langhaus zeigt eine zweireihige Fensteranordnung mit spitzbogigen Maßwerks- und Rundfenstern. An der Fassade im Westen liegt das Portal, flankiert von zwei weiteren Eingängen.
Die im Stil des Rokoko geschnitzte Innenausstattung entstand in der Werkstatt von Philipp Winterhalder: Der Hochaltar 1722/23, die beiden Seitenaltäre 1722–27, die Kanzel 1762/63 und der Orgelprospekt 1752/53.
Die Orgel auf der ausladenden Empore im hinteren Teil der Kirche mit 13 Registern auf einem Manual und Pedal wurde 1753 von Antoni Albrecht gebaut, 1973 wurde sie durch Fischer & Krämer Orgelbau restauriert.
Die drei Glocken im Kirchturm stammen aus verschiedenen Jahrhunderten:
| Glocke | Gießer                         | Gussjahr | Durchmesser | Gewicht  | Schlagton |
| ------ | ------------------------------ | -------- | ----------- | -------- | --------- |
| 1      | Karlsruher Glockengießerei     | 1989     | 1213 mm0    | 1020 kg0 | e′+3      |
| 2      | Mattheus Grieninger, Villingen | 1689     | 990 mm      | 620 kg   | fis′+4    |
| 3      | Johann B. Algeyer, Offenburg   | 1718     | 350 mm      | 500 kg   | a′+3      |

## Sagen
Sagenumwoben ist auch der Martinstein im Mittelbachtal. Der Sandstein trägt den Namen nach dem frommen Bauern Martin Späth, der jeden Abend dort sein Nachtgebet sprach. Schließlich wurde ihm auf diesem Stein offenbart, dass der Name seines Geschlechts auf seinem Hofgut nie aussterben werde. In dem Sandstein soll man noch heute die Spuren des Martin Späth erkennen können. Der 1,20 m lange und 80 cm breite Martinstein ist noch heute ein beliebtes Wanderziel. Der fromme Bauer Späth ist nicht nur durch den Martinstein heute noch bekannt. Eine Sage erzählt, der Hofgrundbauer habe für sein Begräbnis eine eigenartige Vorgehensweise festgelegt. Sein Wunsch war, dass der Sarg mit seinem Leichnam auf einem Wagen von zwei jungen Ochsen gezogen wurde und ihnen freier Lauf gelassen wurde. Wie der Bauer es bestimmt hatte, wurde an der Stelle, wo sein Totenwagen zum ersten Mal anhielt, ein Bildstock errichtet. Am zweiten Halt an dem das Ochsengespann mit dem Sarg hielt, wurde eine Kapelle gebaut. Und wie der Bauer es wünschte, wurde an der Stelle, wo das Gespann zum dritten Mal anhielt, eine Kirche erbaut, die seinem Namenspatron St. Martin geweiht wurde.

## Nachweise
1. ↑  Datenbank organindex.de: Gengenbach, St. Martin
2. ↑  Glockeninspektion Erzbistum Freiburg: Kath. Friedhofskirche St. Martin in Gengenbach
3. ↑  Reichenbach-Homepage. Abgerufen am 3. Mai 2024.

Koordinaten: 48° 24′ 26″ N, 8° 0′ 43,8″ O